# Stepan Schahumjan

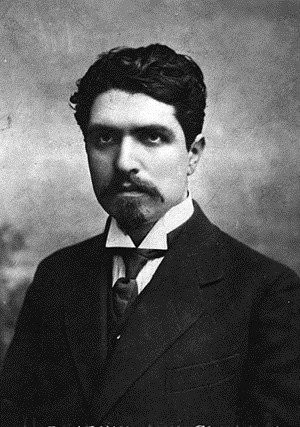
Stepan Schahumjan

Stepan Schahumjan (armenisch Ստեպան Շահումյան; * 1. Oktoberjul. / 13. Oktober 1878greg. in Tiflis; † 20. September 1918 in Krasnowodsk), international vor allem bekannt als Stepan Georgijewitsch Schaumjan (russisch Степан Георгиевич Шаумян), war ein armenischer Politiker (Sozialdemokratische Arbeiterpartei Russlands, Kommunistische Partei Russlands (Bolschewiki)).

## Leben
Stepan Schahumjan wurde als Sohn eines Textilkaufmanns in Georgien geboren. Von 1898 bis 1902 studierte er an den Polytechnischen Instituten in Sankt Petersburg und in Riga.
1900 trat er der Russischen Sozialdemokratischen Arbeiterpartei (RSDRP) bei, gründete 1902 die Armenische Sozialdemokratische Partei. Seit 1903 gehörte er zur bolschewistischen Fraktion. Wegen politischer Aktionen an der Universität verbannte ihn die russische Regierung zurück nach Transkaukasien. Schahumjan flüchtete von dort nach Deutschland, wo er andere sozialistische Exilanten wie Julius Martow, Lenin und Georgi Plechanow kennenlernte. 1905 schloss er ein Philosophiestudium an der Friedrich-Wilhelms-Universität in Berlin ab.
Schahumjan kehrte nach Georgien zurück, wurde Lehrer und Anführer der Bolschewiki in Tiflis, verfasste marxistische Schriften. 1907 ging er nach Baku, um dort mit Stalin und Sergo Ordschonikidse eine bolschewistische Bewegung aufzubauen. Im gleichen Jahr nahm er auf dem V. Parteitag der Russischen Sozialdemokratischen Arbeiterpartei in London teil. 1914 führte er einen Generalstreik in Baku an, der von der russischen Armee niedergeschlagen wurde. Schahumjan wurde verhaftet und verbrachte drei Jahre im Gefängnis.
Zu Beginn der Februarrevolution 1917 konnte er aus der Haftanstalt entkommen. Er wurde zum Vorsitzenden des Bakuer Sowjet gewählt und zum Mitglied des Zentralkomitees der RSDAP berufen. Zugleich war er verantwortlicher Redakteur der Parteizeitung Der Bakuer Arbeiter (russisch Bakinski Rabotschi). Nach der Oktoberrevolution benannte ihn die Kommunistische Partei Russlands zum Außerordentlichen Kommissar für den Kaukasus und Vorsitzenden der Bakuer Volkskommissare.
Zu Beginn des russischen Bürgerkriegs im März 1918 erhoben sich die bürgerlichen Musavatisten gegen die Kommunisten. Zwar gelang es den Bolschewiki zunächst, die Bürgerlichen niederzuringen, doch Baku wurde von britischen Truppen erobert und Schahumjan am 16. August inhaftiert.
Während die Türken Baku besetzten, gelang es Truppen der Roten Armee unter Leitung des späteren sowjetischen Parlamentspräsidenten Anastas Mikojan am 14. September Schahumjan zu befreien. Zusammen mit 25 anderen Kommissaren setzte er mit dem Dampfer Turkmen über das Kaspische Meer nach Krasnowodsk (heute Türkmenbaşy, Turkmenistan) über. Dort wurde er von anti-bolschewistischen Truppen aufgegriffen und am 20. September erschossen.

## Nach Stepan Schahumjan benannte Orte und Gebiete
Als Ehrung seiner Verdienste um die Sowjetunion trug die Stadt Stepanakert, bis 2023 Hauptstadt der de facto unabhängigen Republik Arzach im armenisch kontrollierten Bergkarabach, seit 1923 seinen Vornamen. Zu Sowjetzeiten trug zudem die bis zum Krieg um Bergkarabach 1991 bis 1994 mehrheitlich armenisch besiedelte, nördlich von Bergkarabach gelegene Stadt Schahumjan (bis 1938 Nerkin Schen, 1992 in Aşağı Ağcakənd umbenannt) seinen Familiennamen. Außerdem wurde auch das bis zum Krieg um Bergkarabach mehrheitlich aserbaidschanisch besiedelte, westlich von Bergkarabach gelegene Gebiet Schahumjan nach ihm beziehungsweise nach der für die Karabach-Armenier verlorenen Stadt Schahumjan benannt. Das ehemals (Bolschije) Schulawery genannte Dorf in Südgeorgien trägt seit der sowjetischen Periode den Namen Schaumiani. Unzählige Straßen in der Russischen Föderation sind ferner nach ihm benannt.